# Vindonnus
Vindonnus ("luz clara") é um epíteto céltico do deus-sol, chamado  Apolo em latim, e Belenos em gaulês. Apolo Vindonnus teve um templo em Essarois próximo a Châtillon-sur-Seine na Borgonha. O santuário era baseado em uma nascente curativa. Parte do frontão do templo sobrevive, carregando uma inscrição do deus e do espírito da primavera e, acima dele, a cabeça de uma deidade-solar propagada. Muitos objetos votivos foram trazidos ao templo, alguns de carvalho e alguns de pedra. Algumas oferendas tomam a forma de imagens de mãos segurando um fruto ou um bolo; outras representam as partes do corpo requerendo uma cura. Em muitos casos os peregrinos parecem ter sofrido aflições oculares.
O nome da divindade é compreendido como derivado do radical proto-celta *Windos-, originando também como cognatos os nomes dos heróis das lendas celtas Finn MacCumhaill ou Finn McCool (do irlandês antigo "Find") e Gwyn ap Nudd.